# Eternally Yours
Eternally Yours — восьмой студийный альбом немецкой синтипоп-группы Alphaville, выпущенный 23 сентября 2022 года. Альбом спродюсирован вокалистом группы Марианом Гольдом и содержит в себе все хиты группы, заново сыгранные с симфоническим оркестром.  

## История создания
Мариан Гольд о создании симфонического альбома говорил следующее:
Это была идея, которая витала в воздухе довольно долго, и мы, по сути, ждали прекрасной возможности собрать все воедино. Нам нужен был оркестр, который нам нравился; нам нужны были дополнительные аранжировщики и локация. Нам также нужна компания, которая действительно заинтересована в поддержке такого рода идей. Итак, все это собралось в 2021 году. И единственной проблемой была пандемия. И вот, наконец, в 2022 году, в начале этого года, мы смогли приступить к записи.
Перед выпуском альбома было выпущено 3 сингла:  «Big in Japan (Symphonic Version)», «Sounds Like a Melody (Symphonic Version)» и «Forever Young (Symphonic Version)». 
После выпуска альбома у группы Alphaville началось турне по Германии и другим европейским странам. Во время турне группа посещала, кроме больших концертных площадок, еще и различные городские филармонии. На всех концертах все хиты исполнялись вместе с симфоническим оркестром. Маран Гольд некоторое время спустя после цифрового релиза Eternally Yours говорил:     
Каждый из треков приобрел ясность благодаря редактированию, каждый словно был обнажен, развязан, освобожден. Истинная сущность вышла наружу. Поэтому “Eternally Yours” звучит для моих ушей так, как будто это на самом деле первый альбом Alphaville, только прождавший 40 лет. Тогда у нас не было оркестра, были лишь синтезаторы и драм-машины.
В дополнение к Eternally Yours в 2023 году было выпущено еще два мини-альбома: Eternally Yours Bonus-EP I и Eternally Yours Bonus-EP II. В них были бонусные треки, не вошедшие в оригинальную версию альбома.
В 2024 году был выпущен концертный альбом A Night at the Philharmonie Berlin, в котором были представлены записи песен с концерта в Берлинской филаромнии.

## Трек-лист
| №                   | Название                                                 | Длительность |
| ------------------- | -------------------------------------------------------- | ------------ |
| 1.                  | «Dream Machine - Symphonic Version»                      | 4:47         |
| 2.                  | «Summer in Berlin - Symphonic Version»                   | 5:18         |
| 3.                  | «Big in Japan - Symphonic Version»                       | 5:18         |
| 4.                  | «Dance with Me - Symphonic Version»                      | 5:31         |
| 5.                  | «Summer Rain - Symphonic Version»                        | 4:22         |
| 6.                  | «Apollo - Symphonic Version»                             | 6:22         |
| 7.                  | «Elegy - Symphonic Version»                              | 5:51         |
| 8.                  | «Lassie Come Home - Symphonic Version»                   | 7:25         |
| 9.                  | «MoonGirl - Symphonic Version»                           | 5:05         |
| 10.                 | «Welcome to the Sun - Symphonic Version»                 | 5:35         |
| 11.                 | «A Victory of Love - Symphonic Version»                  | 4:41         |
| 12.                 | «Sounds like a Melody - Symphonic Version»               | 4:32         |
| 13.                 | «Around the Universe - Symphonic Version»                | 4:25         |
| 14.                 | «Eternally Yours - Symphonic Version»                    | 6:59         |
| 15.                 | «Diamonds Are Forever - Symphonic Version»               | 3:12         |
| 16.                 | «Flame - Symphonic Version»                              | 3:53         |
| 17.                 | «Forever Young - Symphonic Version»                      | 5:09         |
| 18.                 | «Big in Japan - Symphonic Version (Single Edit)»         | 3:59         |
| 19.                 | «Sounds like a Melody - Symphonic Version (Single Edit)» | 3:33         |
| 20.                 | «Forever Young - Symphonic Version (Single Edit)»        | 3:59         |
| Общая длительность: | Общая длительность:                                      | 1:39:04      |

### Eternally Yours Bonus-EP I
| №                   | Название                                         | Длительность |
| ------------------- | ------------------------------------------------ | ------------ |
| 1.                  | «Forever Young - Petite Versio»                  | 3:58         |
| 2.                  | «Sounds Like a Melody - Chamber Version MMXXIII» | 4:19         |
| 3.                  | «Big in Japan - Bassroque Version»               | 3:44         |
| Общая длительность: | Общая длительность:                              | 12:01        |

### Eternally Yours Bonus-EP II
| №                   | Название                                     | Длительность |
| ------------------- | -------------------------------------------- | ------------ |
| 1.                  | «Dream Machine - Dreamscape Version MCMXCIX» | 4:45         |
| 2.                  | «Elegy - Springtime Version MCMXC»           | 5:46         |
| Общая длительность: | Общая длительность:                          | 10:31        |

## Клипы
- Big in Japan (Symphonic Version)
- Sounds Like a Melody (Symphonic Version)
- Forever Young (Symphonic Version)